# Oostenrijk op het Eurovisiesongfestival 2012
Oostenrijk nam deel aan het Eurovisiesongfestival 2012 in Bakoe, Azerbeidzjan. Het was de 45ste deelname van het land op het Eurovisiesongfestival. ORF was verantwoordelijk voor de Oostenrijkse bijdrage voor de editie van 2012.

## Selectieprocedure
De Oostenrijkers kozen op 24 februari 2012 hun kandidaat voor Bakoe. De ORF maakte op 22 september 2011 de plannen voor het Eurovisiesongfestival van 2012 bekend. Net als in 2011 werd er samengewerkt met radiozender Ö3, waarbij de luisteraars de finalisten kozen. In de finale werd de keuze volledig overgelaten aan het grote publiek, dat via televoting zijn stem kon uitbrengen.
De Oostenrijkse omroep maakte op 15 december 2011 negen van de tien finalisten bekend voor de nationale finale. De tiende plek ging naar een kandidaat uit de open (online) inschrijving die duurde tot en met 15 december. De wildcard voor de Oostenrijkse finale ging uiteindelijk naar de Mary Broadcast Band met How can you ask me?. De groep werd gekozen uit zo’n 100 inzendingen.
Tijdens de nationale finale, gepresenteerd door Mirjam Weichselbraun, Robert Kratky en Andi Knoll, zongen de tien kandidaten hun lied, waarna de twee met de meeste stemmen door gingen naar de superfinale. De superfinale werd uiteindelijk gewonnen door Trackshittaz. Met 51 % van de stemmen versloegen ze dragqueen Conchita Wurst.
Het duo, bestaande uit Lukas Plöchl (G-Neila) en Manuel Hoffelner (Manix), werd een jaar eerder met het lied Oida taunz! nog tweede achter Nadine Beiler.

## Österreich rockt den Song Contest 2012
24 februari 2012
| Volgorde | Artiest             | Lied                    |
| -------- | ------------------- | ----------------------- |
| 1        | James Cottriall     | Stand up                |
| 2        | Krautschädl         | Einsturzgefohr          |
| 3        | Valerie             | Comme ça                |
| 4        | 3punkt5             | Augenblick              |
| 5        | Conchita Wurst      | That's what I am        |
| 6        | Mary Broadcast Band | How can you ask me?"    |
| 7        | !DelaDap            | Don't turn around       |
| 8        | Papermoon           | Vater, father, mon père |
| 9        | Trackshittaz        | Woki mit deim Popo      |
| 10       | Norbert Schneider   | Medicate my blues away  |

Superfinale
| Plaats | Artiest        | Lied               | Percentage |
| ------ | -------------- | ------------------ | ---------- |
| 1      | Trackshittaz   | Woki mit deim Popo | 51 %       |
| 2      | Conchita Wurst | That's what I am   | 49 %       |

## In Bakoe
In Bakoe trad Oostenrijk aan in de eerste halve finale, op 22 mei. Oostenrijk was als zestiende van achttien deelnemers aan de beurt, net na Hongarije en gevolgd door Moldavië. Bij het openen van de enveloppen bleek dat Oostenrijk zich niet had weten te plaatsen voor de finale. Na afloop van het festival bleek bovendien dat Oostenrijk op de laatste plaats was geëindigd, met amper 8 punten. Het was de achtste keer in de geschiedenis dat het land op de laatste plaats eindigde.
1957 · 1958 · 1959 · 1960 · 1961 · 1962 · 1963 · 1964 · 1965 · 1966 · 1967 · 1968 · 1969-1970 · 1971 · 1972 · 1973-1975 · 1976 · 1977 · 1978 · 1979 · 1980 · 1981 · 1982 · 1983 · 1984 · 1985 · 1986 · 1987 · 1988 · 1989 · 1990 · 1991 · 1992 · 1993 · 1994 · 1995 · 1996 · 1997 · 1998 · 1999 · 2000 · 2001 · 2002 · 2003 · 2004 · 2005 · 2006 · 2007 · 2008-2010 · 2011 · 2012 · 2013 · 2014 · 2015 · 2016 · 2017 · 2018 · 2019 · 2020 · 2021 · 2022 · 2023 · 2024 · 2025
Albanië · Azerbeidzjan · België · Bosnië en Herzegovina · Bulgarije · Cyprus · Denemarken · Duitsland · Estland · Finland · Frankrijk · Georgië · Griekenland · Hongarije · Ierland · IJsland · Israël · Italië · Kroatië · Letland · Litouwen · Macedonië · Malta · Moldavië · Montenegro · Nederland · Noorwegen · Oekraïne · Oostenrijk · Portugal · Roemenië · Rusland · San Marino · Servië · Slovenië · Slowakije · Spanje · Turkije · Verenigd Koninkrijk · Wit-Rusland · Zweden · Zwitserland